# Гурьянов, Валерий Константинович
Вале́рий Константи́нович Гурья́нов — архитектор-реставратор.
Родился в 1946 году в г. Улан-Удэ. Выпускник Восточно-Сибирского технологического института. По его проектам реконструированы и реставрированы некоторые здания ценной исторической застройки г. Улан-Удэ (Верхнеудинска). Один из соавторов проектов реставрации храма Св. Троицы в г. Улан-Удэ и церквей в сёлах Творогово и Байкало-Кудара Кабанского района Республики Бурятия. Имеет ряд публикаций в республиканских газетах и журнале «Байкал». Автор книг по историко-культурному наследию Сибири.

## Издания
- Гурьянов, Валерий Константинович. По Большой, Большой-Николаевской: Из Истории улиц Верхнеудинска. — Издательство БНЦ СО РАН, Улан-Удэ, 1998. — 160 с., ил.
- Гурьянов, Валерий Константинович. Архитектура Сибири : метод. рекомендации по спец. № 052800 «Музейное дело и охрана памятников» / В. К. Гурьянов ; ФГОУ ВПО Вост.-Сиб. гос. акад. культуры и искусств, Фак. ист.-культ. и природ. достояния. — Улан-Удэ : ИПК ВСГАКИ, 2005. — 15 с. — ISBN отсут. : 25.00 р.
- Гурьянов, Валерий Константинович. Музеефикация историко-культурного наследия : метод. рекомендации по спец. № 052800 «Музейное дело и охрана памятников» / В. К. Гурьянов ; ФГОУ ВПО Вост.-Сиб. гос. акад. культуры и искусств, Фак. ист.-культ. и природ. достояния. — Улан-Удэ : ИПК ВСГАКИ, 2005. — 18 с. — ISBN отсут.
- Гурьянов, Валерий Константинович. Верхнеудинск XVII — начала XX века : улицы, городские усадьбы и их обитатели / В. К. Гурьянов, М. В. Гурьянов. — Улан-Удэ : Изд-во БНЦ СО РАН, 2012. — 223, [1] с. : ил., фот., [1] л. карты ; 25 см. — ISBN 978-5-7925-0361-8 (в пер.) : 700.00 р.